# Allt på ett kort
Allt på ett kort är en låt och singel av Bob hund. Låten släpptes den 27 januari 2007 som vinylsingel i 500 exemplar, men skulle från början varit Bob hunds allra första utgivning. Som andraspår på singeln ligger Rundgång, gräslök, fågelsång.
Låten är även med på EPn Bob hund samt albumen Bob hund sover aldrig och 10 år bakåt och 100 år framåt.